# Cinnamomum laubatii
Cinnamomum laubatii är en lagerväxtart som beskrevs av Ferdinand von Mueller. Cinnamomum laubatii ingår i släktet Cinnamomum och familjen lagerväxter. Inga underarter finns listade i Catalogue of Life.